# Baba (termen naval)

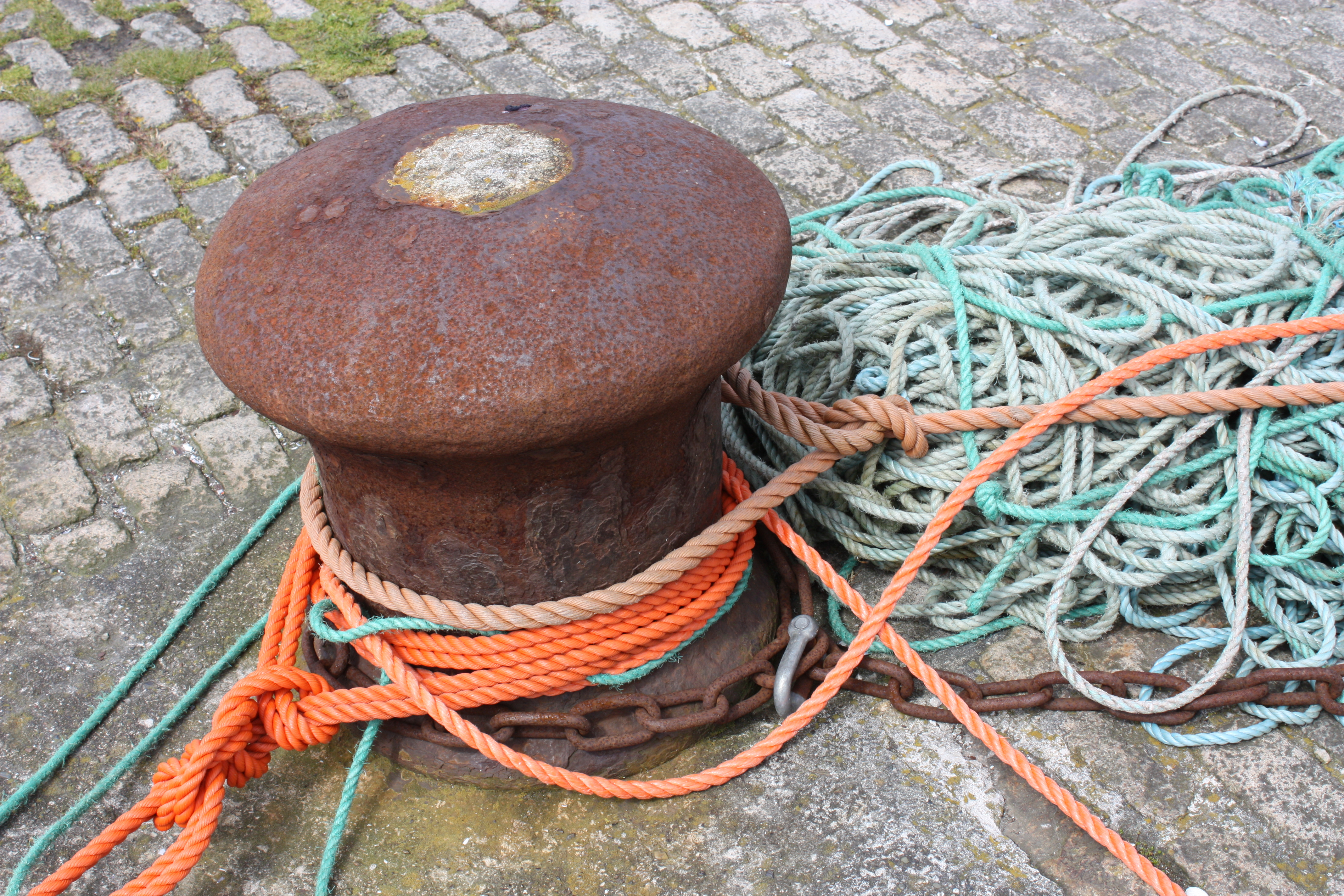

Baba (pronunțat babá, la plural babále) este un stâlp din metal sau beton pentru legarea parâmelor, alcătuit dintr-o placă pe care sunt fixați unul sau doi cilindri scurți și groși având la capătul de sus o proeminență de forma unei ciuperci care nu permite buclei (gașei) de parâmă să iasă. Babaua este montată pe punțile navelor, pe dane, diguri, cheiuri etc.
Baba de gruie este o piesă din fontă turnată, cu două binte alăturate, de dimensiuni reduse, montată pe pivotul gruiei de barcă sau pe punte. Pe aceste babale se trec curenții bărcii înainte de începerea manevrei, se face filarea pe timpul lăsării bărcii la apă sau se iau voltele la nevoie.